# 彩影與蝙蝠
《彩影與蝙蝠》（德语：Buntschatten und Fledermäuse） 是德國作家阿克塞爾·布勞恩斯（Axel Brauns）所寫的自傳。

## 內容簡介
布勞恩斯患有亞斯伯格症， 他於1963年出生於德國漢堡市，從小他在別人的眼中便是一個安靜的孩子。他很難了解別人話語的涵義或絃外之音，也很難了解他人的情緒，同時，他也很難清楚地表達自己的內在。小時候當他高興的時候，他會反覆地念著同一個辭，譬如一個他經過而非常喜歡的地名，或者反覆地說著「日光」來表達他的快樂，這個時候她的母親便會告訴他：「你並不是一隻鸚鵡。」
在德國，小學上完四年級的孩子一般都會受老師推薦日後要念主幹中學（Hauptschule）、實科中學（Realschule）或文理中學，這是德國今日最令人詬病的中學分流學制，因為在主幹中學（Hauptschule）裡都聚集著在學習成就表現上最差、已受老師放棄的學生，而受推薦到這裡的學生也註定了他的未來是黯淡而沒有希望的。因為布勞恩斯在小學時非常的安靜，老師懷疑他是否能聽見（或聽懂）他人說話的聲音，因此強烈建議他去念主幹中學，這讓他的父母相當擔憂，因此趕緊為他安排去就讀當時一種改革的學制，此學制使孩子能在五年級時先緩衝一年，並受任課老師觀察看孩子在此時期是否有所進步，因此，布勞恩斯便在其母親時而會幫其代寫作文作業的情況下「偷渡」進入了預備進大學的文理高中就讀。
布勞恩斯的父母一直都非常愛他，在小說裡他稱母親為「哈哈（Haha）」，而稱父親為「屋頂（Dach）」，因為在他的印象中母親總是開朗地哈哈的笑，而父親則在他心中一直是支撐家裡的支柱。當他父親過世的時候，家中頓失了經濟支柱，雖然他覺得自己因為體察他人情緒的障礙而無法徹底體會母親心中的痛、以替她分憂，但他發揮了他語言方面的天份；小時候因為父親是記者的關係，因此他有機會玩許多組字遊戲，在父親死後，布勞恩斯靠著自己文字方面的才能，創作了許多組字遊戲由母親代為投稿，由於並不是很多人擅於這種組字遊戲的製作，因此他也替家裡賺得了不少的稿費。
憑著自己死背的工夫及優於常人的記憶能力，布勞恩斯能夠在學校各種歷史及人文科目上力勝群雄，也因此幫助他進入大學法律系就讀。但儘管表面有著優秀的成績，布勞恩斯的心中還是不免覺得孤獨，他渴望友誼、渴望被了解，也渴望了解他人的世界，甚至更渴望了解愛情是什麼。如他在小說的最後一句話所言：「愛情的首都在哪裡」，他無疑認為尋找情感與親密的歸屬更勝於外在擁有的知識和成就，於是，他放棄了他的大學學業而立志成為一名作家，他的這本自傳體小說也為他贏得了2000年漢堡市促進獎，如今他也是一名電影製片人。

## 文獻
- 彩影與蝙蝠—走入自閉兒安瑟的世界。作者：安瑟·布朗。譯者：陳雅竹。出版社：宇宙光。
- Buntschatten und Fledermäuse – Leben in einer anderen Welt. Hoffmann & Campe 2002, ISBN 3-455-09353-1